# Вулиця Іжевського (Іллінці)
Ву́лиця Іжевського — вулиця в місті Іллінці Вінницької області. Район Дачний Масив.

## Розташування
Бере початок від вулиці вулиці Гонти, простягається через Дачний масив на схід до межі міста, яка відділяється березової лісосмугою.

## Історія
Виникла в кінці 80-тих як проїзд між садовими ділянками.

## Назва
Назву отримала у жовті 2007 року  — на честь композитора, майстра народної пісні Іжевського Віталія Іовича. Уродженця села Шабельня. Жителя і почесного громадянина міста Іллінці.